# 松田道
松田 道（まつだ みち、慶応4年9月7日（1868年10月22日） - 1956年（昭和31年）1月15日）は、丹後国中郡峰山（現在の京都府京丹後市峰山町）出身の、明治期から昭和前期の女子教育者。女性として初めて、同志社女子専門学校（現在の同志社女子大学）の校長を務めた。

## 生涯

### 生い立ちから学生時代
松田道は、1868年（慶応4年9月7日）、丹後国中郡峰山（現在の京都府京丹後市峰山町室）にて、松田甚八の次女として誕生した。生家は旧峰山藩主の屋敷跡にあったという。時の京都府知事・槇村は学業をよく奨励したので、松田道の父母もこれに倣い、子ども達を学校に通わせるのを好んだ。
創立当時の峰山小学校在学中は冬は藁靴を履いて通い、習字を習いに自宅を訪ねても面倒がらずに面白い話をしてくれた壮年の「高木先生」と、その近所に住み、積雪の日などは自ら背に負って自宅まで送り届けてくれた若い「柴崎先生」のことは晩年まで忘れることはなかった。後年自らも教鞭をとるにいたり、両先生の師弟に対する慈愛を胸に刻んで人の世の明るさを感じていたという。
小学校を卒業後は、京都府立第一女学校の前身である女紅場に入学した。鴨川沿いの寄宿舎での生活は楽しく、行燈を数十も灯して読書や習字に親しみ、叡山を眺めて川辺を散策するなどした。在学中に得た最大の喜びは、旧加賀藩の御右筆だったという舎監教諭から、「君が名の道ひとすじに学び得て松の操と人に知られよ」という和歌を短冊にしたためて贈られたことだという。在学中の1882年（明治15年）に洗礼を受け、キリスト教に入信した。
女紅場普通学科を3年で卒業した後は、1884年（明治17年）に同志社女学校に入学した。同志社女学校の創立は日米両国の協力によるもので、学校長は新島襄であったが、創立や学校運営に関わる経費はアメリカ側から支出されていた。そのため、1885年（明治18年）に新島が欧米を外遊して留守の間に、不満を抱いていた宣教師らによって経営者は誰かという問題が提議され、女学校は廃止の危機にさらされる。在学中の生徒26名のうち上級生らが中心となって学校存続の嘆願書を作成し、書道の嗜みがあった松田道が清書して提出した。この嘆願書は無視されたが、状況をみかねた大澤善助らの尽力により、女学校は維持されることとなった。
1887年（明治20年）、松田道はフェリス和英女学校に転学し、英語を学んだ。1892年（明治25年）、フェリス和英女学校を卒業し、同志社女学校専門科文学科に入学。1893年（明治26年）、当時華族女学校で教授を務めていた津田梅子の提唱した米国留学生候補者募集の第1回目の学力試験に合格し、渡米奨学金を得てミス・スティーブンス学校、ブリンマー大学に留学した。留学先での暮らしは、寄宿先ではアメリカの学友と文化的な日々を過ごし、長期休暇にはホームステイ先でのびのびと好きなことをして過ごした。唯一、食事の時間に遅れないことだけが課せられた義務であったという。

### 帰国後の活動
1899年（明治32年）、米国より帰国し、神戸女学院に赴任した。1904年（明治37年）から同志社女子部で教鞭をとり、在職中の1908年（明治41年）から1911年（明治44年）まで、再び、ブリンマー大学とコロンビア大学に留学した。大正時代以降の同志社大学における女子部の発展期に教頭に就任し、のち1922年（大正11年）2月1日に同志社女学校校長に就任し、1927年（昭和2年）12月まで校長を務めた。校長就任は、前任の校長である中瀬古六郎が、化学の研究に専念したいとして1922年（大正11年）1月7日に辞任した後を受けてのことである。女子部創設以来、はじめての女性校長であった。
同志社女学校は、この時代の女学校では珍しく、あまり校則で女学生を束縛せず、服装も制限されておらず、女学生らは華美でない程度におしゃれを楽しみ、自分の家より学校の方がよいという者もいるほど自由な校風を歓迎した。大正時代の中期には、同志社女学校への入学者が増えるようになり、1927年（昭和2年）には1,449名に達した。
この1,449名の女学生のうち、約半数の719名を専門学部生が占め、専門学部の歴史上最盛期であったという。松田道は、1928年（昭和3年）1月20日に同志社女学校専門学部部長に就任し、1932年（昭和7年）まで部長を務めたが、専門学部では生徒を午餐会とよばれた教授会に列席させることがこの年から実現しており、松田道の提案によるものと推定されている。
この時期の同志社女子部は、1928年（昭和3年）1月に従来の普通部から同志社女学校高等女学部と改称し、そののちの女子専門学校の開設に伴って1930年（昭和5年）9月に同志社高等女学部と改称している。松田道は、1932年（昭和7年）から定年で退職する1933年（昭和8年）3月までの1年間、この女子専門学校と同志社高等女学部の校長を兼務した。後任の校長は、片桐哲。同志社女子専門学校と同志社女子部は、1945年（昭和20年）4月に組織改編が行われるまで、校長が兼任であり、同じ校舎を共有し、行事も協同で行った。
1912年（大正元年）から1916年（大正5年）にかけて、及び1925年（大正14年）から1929年（昭和4年）にかけては、同志社同窓会長を務めた。1920年（大正9年）には、同窓会館建築の議論に際し、同窓会選出法人理事を務めた。

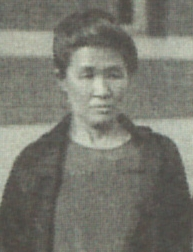
1928年当時

### 退職後の活動
1935年（昭和10年）10月15日から今出川幼稚園長を務めた。天津第一日語学校でも教鞭をとった。1949年（昭和24年）、日本基督教団総会議長から、受洗後67年の表彰を受けた。晩年は宮津市栗田で農家を営んでいた姪のもとに身を寄せ、1956年（昭和31年）、郷里の峰山で永眠した。享年87。

## 人物
同志社女子部創設後ただ一人の女性校長として活躍し、「東の安井哲子、西の松田道」と並び称された。高い学識に裏付けられたキレのよい発言や厳格さと深い包容力で、生徒らを魅了したと伝えられる。高等教育の分野でおもに活躍し、古武士的な風格を漂わせる女性で、その高潔な心構えは女子部全体に大きな影響を与えた。